# Аян (Вале)
Аян (фр. Ayent) — громада в Швейцарії в кантоні Вале, округ Еран.

## Географія
Громада розташована на відстані близько 75 км на південь від Берна, 7 км на північний схід від Сьйона.
Аян має площу 55,1 км², з яких на 4,7 % дозволяється будівництво (житлове та будівництво доріг), 19 % використовуються в сільськогосподарських цілях, 24,3 % зайнято лісами, 52 % не є продуктивними (річки, льодовики або гори).

## Демографія
2019 року в громаді мешкало 4094 особи (+13,5 % порівняно з 2010 роком), іноземців було 12,5 %. Густота населення становила 74 осіб/км².
За віковим діапазоном населення розподілялося таким чином: 19,6 % — особи молодші 20 років, 56,2 % — особи у віці 20—64 років, 24,2 % — особи у віці 65 років та старші. Було 1823 помешкань (у середньому 2,2 особи в помешканні).
Із загальної кількості 1100 працюючих 110 було зайнятих в первинному секторі, 266 — в обробній промисловості, 724 — в галузі послуг.